# Bukit Lipai
Bukit Lipai is een bestuurslaag in het regentschap Indragiri Hulu van de provincie Riau, Indonesië. Bukit Lipai telt 2810 inwoners (volkstelling 2010).